# Beuna (Geiseltal)
Beuna (Geiseltal) este o comună din landul Saxonia-Anhalt, Germania.
1. ↑  GeoNames